# Campeonato Asiático de Hóquei em Patins de 1991
O Campeonato Asiático de Hóquei em Patins é uma competição de Hóquei em Patins com a participação das selecções do continente Asiático, que acontece de dois em dois anos. 
Esta competição é organizada pela CARS, Federação Asiática de Patinagem.

## Países Participantes
China
 Macau
 Coreia do Sul
 Japão
 Taiwan
 Índia
 Hong Kong

## Fase Final
O Campeonato disputa-se a uma só volta todos contra todos.
| Time          | J | V | E | D | GP  | GC  | SG   | Pts |
| ------------- | - | - | - | - | --- | --- | ---- | --- |
| Macau         | 6 | 6 | 0 | 0 | 137 | 5   | +132 | 18  |
| China         | 6 | 5 | 0 | 1 | 70  | 25  | +45  | 15  |
| Japão         | 6 | 4 | 0 | 2 | 72  | 24  | +48  | 12  |
| Índia         | 6 | 3 | 0 | 3 | 49  | 45  | +4   | 9   |
| Taiwan        | 6 | 2 | 0 | 4 | 29  | 55  | −26  | 6   |
| Coreia do Sul | 6 | 1 | 0 | 5 | 26  | 76  | −50  | 3   |
| Hong Kong     | 6 | 0 | 0 | 6 | 5   | 131 | −126 | 0   |

|               | MAC | CHN  | JPN | IND   | TWN  | KOR  | HKG  |
| ------------- | --- | ---- | --- | ----- | ---- | ---- | ---- |
| Macau         | –   | 12–4 | 9–7 | 25–10 | 20–5 | 28–5 | 43–1 |
| China         |     | –    | 5–4 | 10–4  | 15–4 | 17–0 | 19–1 |
| Japão         |     |      | –   | 6–4   | 8–1  | 17–5 | 30–0 |
| Índia         |     |      |     | –     | 7–0  | 7–3  | 17–1 |
| Taiwan        |     |      |     |       | –    | 6–4  | 13–1 |
| Coreia do Sul |     |      |     |       |      | –    | 9–1  |
| Hong Kong     |     |      |     |       |      |      | –    |

## Classificação final
| Lugar | País  |
| ----- | ----- |
|       | Macau |
|       | China |
|       | Japão |